# Catillon-Fumechon
Catillon-Fumechon is een gemeente in het Franse departement Oise (regio Hauts-de-France) en telt 517 inwoners (1999). De plaats maakt deel uit van het arrondissement Clermont.

## Geografie
De oppervlakte van Catillon-Fumechon bedraagt 13,1 km², de bevolkingsdichtheid is 39,5 inwoners per km².
De onderstaande kaart toont de ligging van Catillon-Fumechon met de belangrijkste infrastructuur en aangrenzende gemeenten.

## Demografie
Onderstaande figuur toont het verloop van het inwonertal (bron: INSEE-tellingen).

1. ↑  Populations de référence 2022.